# 异步通信
在电信技术中，异步通信是一种数据传输方式，通常不使用额外的时钟信号，这里的数据间歇传送而不是稳定串流。从通信符号恢复数据所需要的时序也都编码在这些符号之中。
异步通信的最重要方面是数据不按规律间隔传送，因此可能有可变位速率，而发送器和接收器时钟发生器不必须在所有时间都精确的同步。在异步传输中，数据一次一字节发送，而每个字节都前导着开始位和停顿位。

## 引用
1. ↑  . http://www.webopedia.com/: Webopedia.   [2011-04-27]. （原始内容存档于30 April 2011）. The term asynchronous is usually used to describe communications in which data can be transmitted intermittently rather than in a steady stream.